# أونا باتل
أونا باتلي باسكوال (من مواليد 10 يونيو 1999)، وهي لاعبة كرة قدم إسبانية تلعب في مركز الظهير برشلونة في اتحاد كرة القدم للسيدات والمنتخب الإسباني.

## روابط خارجية
- أونا باتل على موقع الاتحاد الدولي (مؤرشف)  (الإنجليزية)
- أونا باتل على موقع الاتحاد الأوربي (الإنجليزية)
- أونا باتل على موقع قاعدة بيانات كرة القدم.إي يو (الإنجليزية)
- أونا باتل على موقع Soccerway.com (الإنجليزية)
- أونا باتل على موقع عالم كرة القدم.نت (الإنجليزية)
- أونا باتل على موقع اللجنة الأولمبية الدولية (الإنجليزية)